# Psalistopoides
Psalistopoides là một chi nhện trong họ Nemesiidae.
Psalistopoides được miêu tả năm 1934 bởi Mello-Leitão.

## Các loài
Psalistopoides có các loài sau:
- Psalistopoides emanueli Lucas & Indicatti, 2006
- Psalistopoides fulvimanus Mello-Leitão, 1934